# David Stockton
Pour les articles homonymes, voir Stockton.
David Stockton, né le 24 juin 1991 à Spokane dans l'État de Washington, est un joueur américain de basket-ball.
Il est le fils du Hall of Famer John Stockton.

## Biographie
Le 16 mars 2018, il signe un contrat de dix jours avec le Jazz de l'Utah, franchise où a évolué son père entre 1984 et 2003.